# La Unión 1ra. Sección
La Unión 1ra. Sección är en ort i Mexiko.   Den ligger i kommunen Paraíso och delstaten Tabasco, i den sydöstra delen av landet, 600 km öster om huvudstaden Mexico City. La Unión 1ra. Sección ligger 12 meter över havet och antalet invånare är 701.
Terrängen runt La Unión 1ra. Sección är mycket platt. Havet är nära La Unión 1ra. Sección norrut. Runt La Unión 1ra. Sección är det ganska tätbefolkat, med 207 invånare per kvadratkilometer. Närmaste större samhälle är Paraiso, 11,2 km öster om La Unión 1ra. Sección. Trakten runt La Unión 1ra. Sección består huvudsakligen av våtmarker.